# Euro NCAP
O European New Car Assessment Programme (EuroNCAP) é um programa de avaliação de segurança automóvel europeu, com base em Leuven (Bélgica), formado em 1996, com os primeiros resultados a serem publicados em Fevereiro de 1997.
Foi originalmente desenvolvido pelo Transport Research Laboratory for the UK Department for Transport, tendo sido, mais tarde, apoiado por vários governos Europeus, bem como pela União Europeia, tendo-se tornado na entidade de referência atual.
O seu slogan é "For Safer Cars" (por carros mais seguros).

## Protocolos
Os resultados são agrupados en 15 classes cada vez mais exigentes:
- 1997-2002 (arquivo)
- 2003-2007 (arquivo)
- 2008 (arquivo)
- 2009 (arquivo)
- 2010-2011 (arquivo)
- 2012 (arquivo)
- 2013 (arquivo)
- 2014 (arquivo)
- 2015 (arquivo)
- 2016-2017
- 2018-2019
- 2020-2022
- 2023-2025[6]
- 2026-2028[7]
- 2029+

Em 2024, muitos carros fazem uso excessivo de telas sensíveis ao toque, então isso será penalizado a partir de 2026.

## Galeria

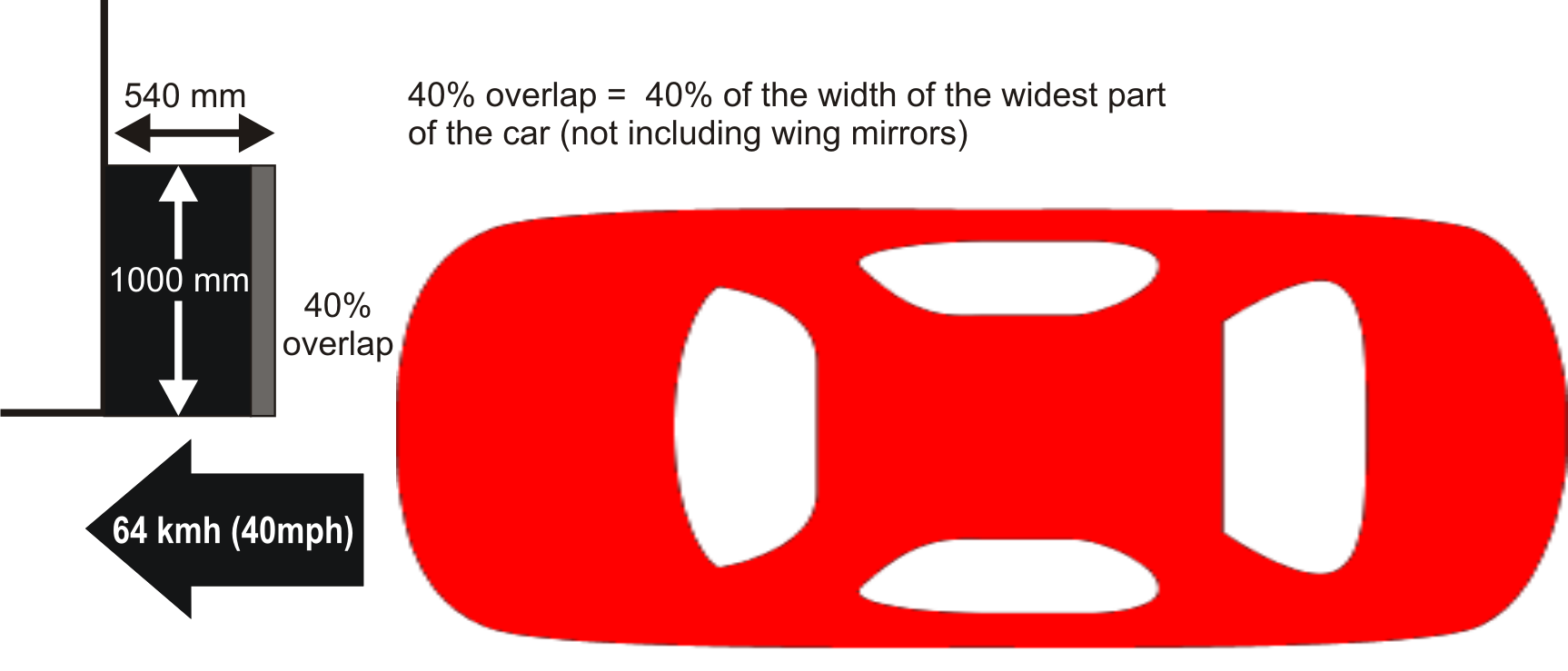
Teste de impacto frontal
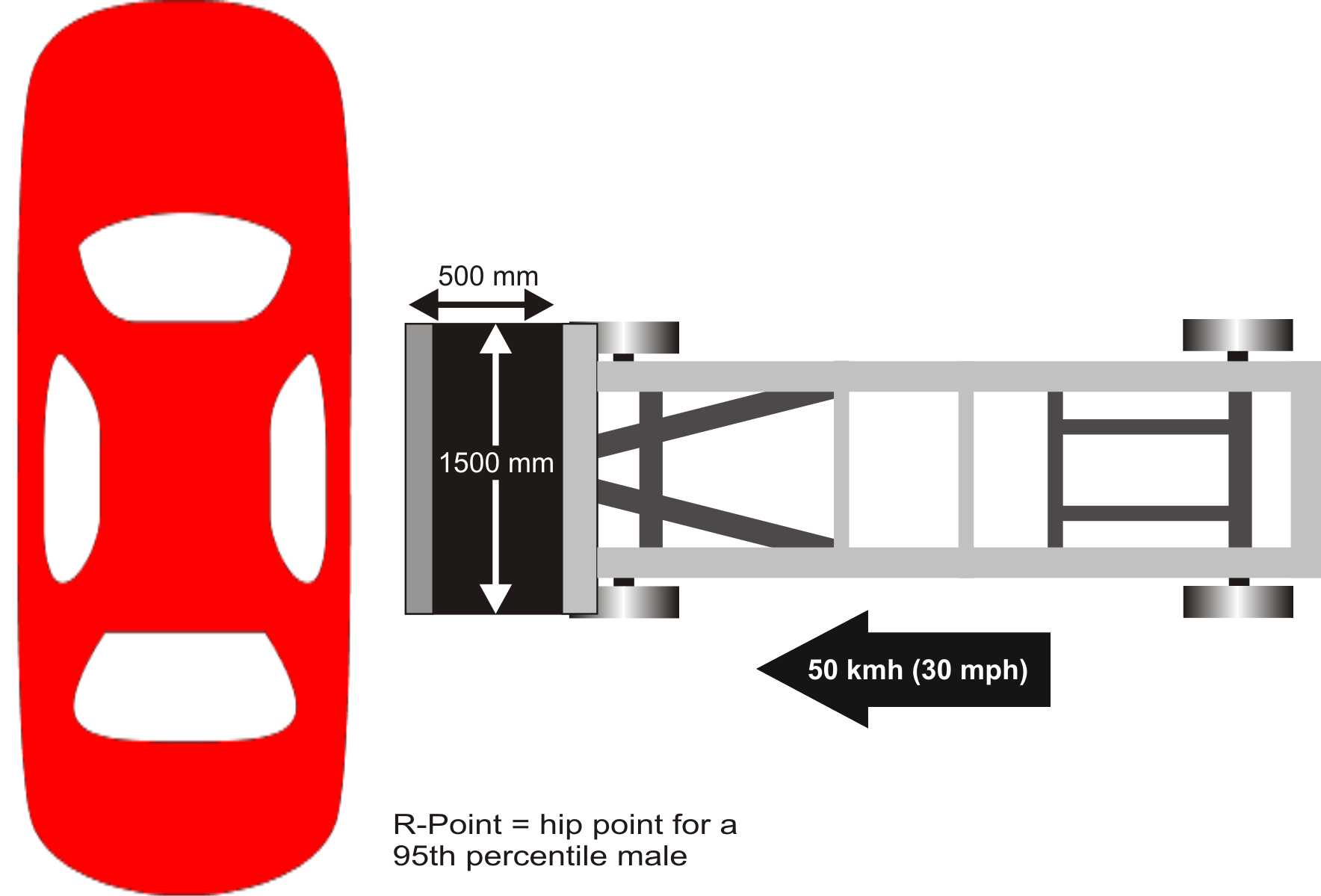
Teste de impacto lateral
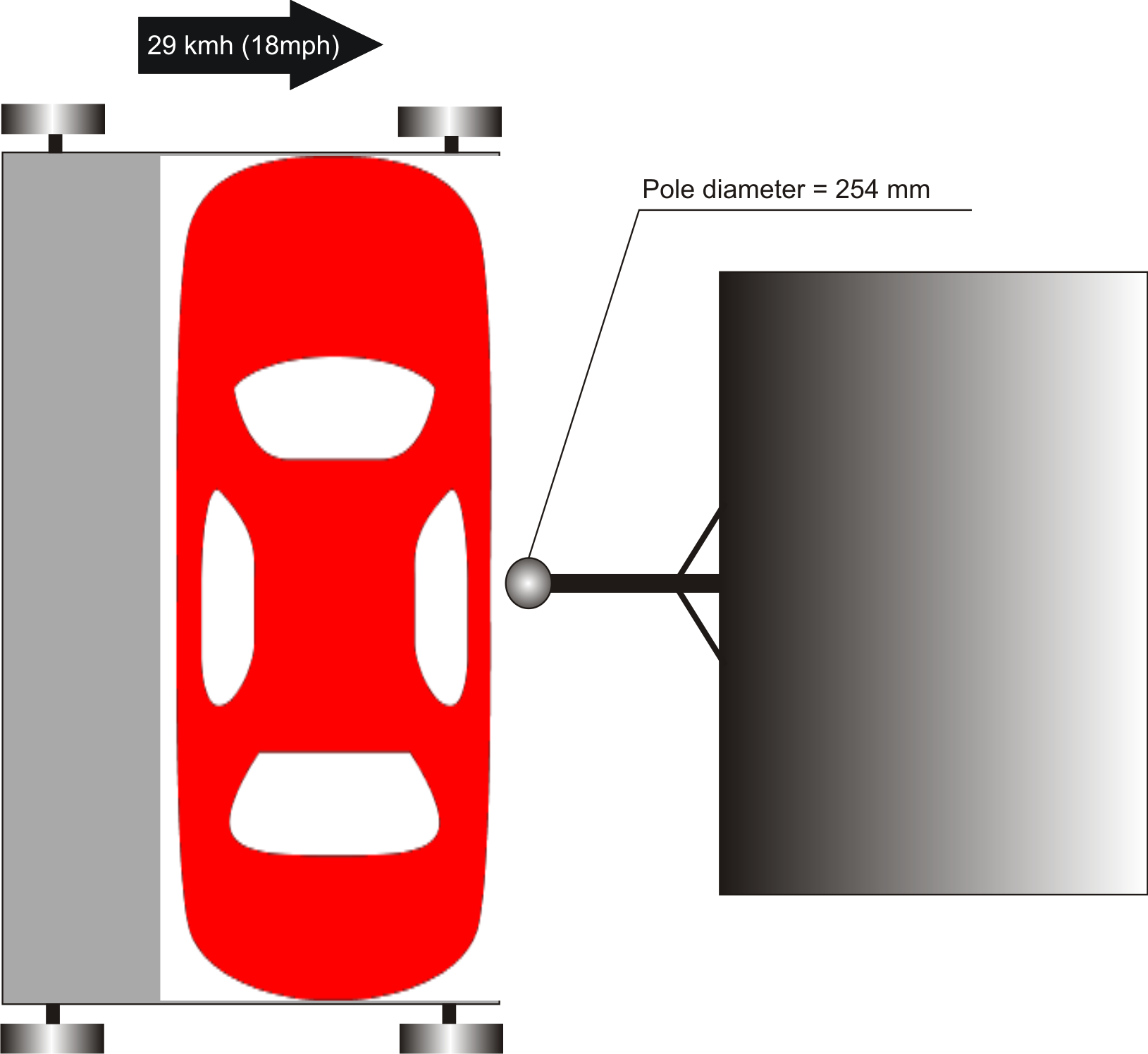
Teste de impacto contra poste
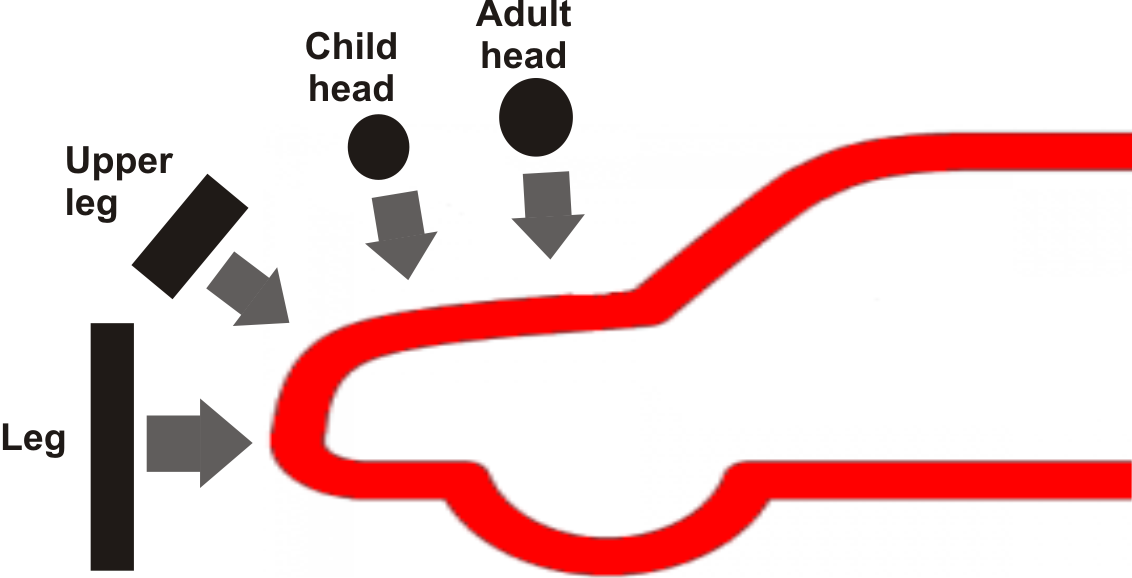
Teste de impacto contra pedestre